# VLS Alfa
No âmbito da proposta do Programa Cruzeiro do Sul, o VLS Alfa seria o primeiro foguete a ser desenvolvido no âmbito da proposta do Programa Cruzeiro do Sul. Seria uma modificação direta do projeto original do VLS-1, porém substituiria seus quarto e quinto estágios por um único motor de combustível líquido, com 7.500 quilogramas de empuxo, alimentados por querosene e oxigênio líquidos.
Configuração baseada no motor L5 — foguete de três estágios, com o estágio superior de combustível líquido, colocando entre 200 quilogramas a 400 quilogramas de carga útil em órbitas baixas equatoriais de até 750 quilômetros de altitude.
- Estágio 0 - quatro S-43 motores de foguete
- Fase 1 - um motor de foguete S-43 TM
- Fase 2 - um motor de foguete S-40 TM
- Fase 3 - um motor de foguete L5[3]

Configuração baseada do motor L-45 — dois foguete de dois estágios superior de combustível líquido, colocando 500 quilogramas de satélites em órbitas equatoriais até 750 quilômetros.
- Estágio 0 - quatro S-43 motores de foguete
- Fase 1 - um motor de foguete S-43 TM
- Fase 2 - um motor de foguete L75[4]

## Voos planejados
| # | Foto | Veículo         | Carga        | Data | Local              | Resultado |
| - | ---- | --------------- | ------------ | ---- | ------------------ | --------- |
| 1 |      | VLS-Alfa XVT-01 |              | 2024 | Alcântara - Brasil |           |
| 2 |      | VLS-Alfa XVT-02 |              | 2024 | Alcântara - Brasil |           |
| 3 |      | VLS-Alfa V-01   |              | 2025 | Alcântara - Brasil |           |
| 4 |      | VLS-Alfa V-02   | SARA Orbital | 2026 | Alcântara - Brasil |           |
| 5 |      | VLS- Alfa V-03  |              | 2028 | Alcântara - Brasil |           |